# Law & Order: LA
Law & Order: LA (anfangs unter dem Titel Law & Order: Los Angeles) ist eine US-amerikanische Krimiserie und der vierte Ableger der Serie Law & Order von Dick Wolf. Sie ist die erste Serie des Law-&-Order-Franchise, die nicht in New York City spielte. Der Sender NBC strahlte zwischen September 2010 und Mai 2011 eine Staffel mit 22 Folgen aus. Die Hauptrollen spielen Corey Stoll, Skeet Ulrich, Alfred Molina, Terrence Howard, Regina Hall und Megan Boone.

## Konzept
| "In the criminal justice system, the people are represented by two separate yet equally important groups: the police who investigate crime and the district attorneys who prosecute the offenders. These are their stories." | dt.: „Das Rechtssystem kennt zwei wichtige, voneinander unabhängige Behörden, die dem Schutz der Bürger dienen: die Polizei, die begangene Straftaten aufklärt, und die Staatsanwaltschaft, die die Täter anklagt. Dies sind ihre Geschichten.“ |

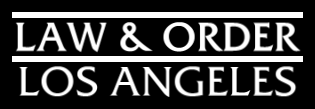
Originallogo vor der Umbenennung der Serie.

Von Folge drei bis acht begann jede Episode mit diesen Worten. Diese sind die, wie sie auch in der Originalserie Law & Order gesprochen wurden. Zudem war Law & Order: Los Angeles bis zur achten Folge auch die erste Serie im Franchise, die keinen Vorspann, sondern nur eine Einblende des Serientitels hatte. Diese Einblende fiel jedoch ab Episode sechs komplett weg. Das Bild wird kurz schwarz und danach geht die Folge weiter und die Darsteller werden unten eingeblendet.
Als erste Serie im Law & Order-Universum kehrte sie nach einer langen Pause unter dem neuen Serientitel zurück: Law & Order: LA. Des Weiteren wurde die Einleitsequenz ein bisschen verändert sowie ein Vorspann, wie bei den anderen Law & Order - Serien, mit eingebaut.
| "In the City of Los Angeles, the people are represented by two separate yet equally important groups: the police who investigate crime and the district attorneys who prosecute the offenders. These are their stories." |

## Besetzung und Synchronisation
Ursprünglich war Terrence Howard für die Rolle des Detective Rex Winters gehandelt worden, wurde schlussendlich aber als Stellvertretender Staatsanwalt Joe Dekker verpflichtet. Die Figur wurde eigens für Howard ersonnen, um ein Nebenher von zwei ausführenden Staatsanwälten zu ermöglichen. Alfred Molina und Terrence Howard werden jeweils etwa die Hälfte der Episoden bestreiten. Nachdem Regina Hall zwischenzeitlich als Assistentin beider Staatsanwälte vorgesehen war, entschied man sich schlussendlich, auch eine zweite ADA (Assistant District Attorney) zu besetzen. Eva Price wird nun Ricardo Morales assistieren, während Lauren Stanton mit Joe Dekker zusammenarbeitet. Dasselbe System wurde innerhalb des Law & Order-Franchise bereits für Criminal Intent – Verbrechen im Visier angewendet, wo in den Staffeln 5 bis 8 von Folge zu Folge, jeweils im Wechsel, zwei verschiedene Detective-Duos agierten. Wanda De Jesus hatte die Rolle des Lieutenant Arleen Gonzales erhalten und es wurde schon zwei Folgen mit ihr gedreht. Am 10. September 2010 entschied man, den Charakter durch Rachel Ticotin zu ersetzen. Obwohl Wanda De Jesus ersetzt wurde, tritt sie in der ersten Episode auf, spricht allerdings nur einen Satz, als eine Verdächtige hereingeführt wird. Die übrigen Szenen wurden herausgeschnitten.
Am 11. Januar 2011 wurde bekannt, dass neben Regina Hall und Megan Boone auch Skeet Ulrich das Team von Law & Order: Los Angeles noch während der ersten Staffel verlassen werden. Einen Tag später wurde bekannt, dass das Team B der Staatsanwaltschaft aufgelöst wird und dass der Staatsanwalt Ricardo Morales des Teams A zum Detective wird und somit die Funktion von Rex Winters übernimmt.
Wie am 28. Januar 2011 bekannt wurde, soll die aus Law & Order bekannte Figur Connie Rubirosa (Alana de la Garza) als neue Junior-Staatsanwältin mit ins Team kommen.
Die deutsche Synchronisation entstand unter der Dialogregie von Stefan Fredrich.

### Haupt- und Nebendarsteller
| Rollenname             | Schauspieler      | Hauptrolle (Episoden) | Hauptrolle (Staffeln) | Nebenrolle (Episoden) | Synchronsprecher |
| ---------------------- | ----------------- | --------------------- | --------------------- | --------------------- | ---------------- |
| Rex Winters            | Skeet Ulrich      | 01–9, 18–22           | 1                     |                       | Johannes Raspe   |
| Tomas „TJ“ Jaruszalski | Corey Stoll       | 01–22                 | 1                     |                       | Sven Gerhardt    |
| Arleen Gonzales        | Rachel Ticotin    | 02–22                 | 1                     |                       | Sabine Arnhold   |
| Arleen Gonzales        | Wanda De Jesus    | 01                    | 1                     |                       | Sabine Arnhold   |
| Ricardo Morales        | Alfred Molina     | 01–22                 | 1                     |                       | Bernd Rumpf      |
| Jonah „Joe“ Dekker     | Terrence Howard   | 02–21                 | 1                     |                       | Olaf Reichmann   |
| Evelyn Price           | Regina Hall       | 01–9, 19–22           | 1                     |                       | Sandra Schwittau |
| Lauren Stanton         | Megan Boone       | 02–8, 18–20           | 1                     |                       | Marie Bierstedt  |
| Connie Rubirosa        | Alana de la Garza | 010–17                | 1                     |                       | Dascha Lehmann   |
| Jerry Hardin           | Peter Coyote      |                       |                       | 02–21                 | Reinhard Kuhnert |

Anmerkungen
1. 1 2  Angabe der Episoden, wie sie ausgestrahlt wurden.

## Ausstrahlung

### Vereinigte Staaten
Sie wurde ab 29. September 2010 auf NBC ausgestrahlt und lief im Herbst 2010 mittwochabends im Anschluss an Law & Order: Special Victims Unit, das erste Serien-Spin-off. Zum Serienstart wurde die entsprechende Folge von Law & Order: SVU als Crossover zur neuen Serie inszeniert. Am 18. Oktober 2010 stockte NBC seine Serienorder zur vollen Staffel mit 22 Folgen auf. Nach der traditionellen Winterpause kehrte die Serie nicht wie vorher angekündigt am 8. Februar 2011, sondern erst am 11. April 2011, nun immer montags, ins Programm zurück.
Nach abermals schlechten Quoten stellte NBC die Serie am 13. Mai 2011 ein.

### Deutschland und Österreich
Für Deutschland hat sich die Mediengruppe RTL die Ausstrahlungsrechte an der Serie gesichert. Im August 2013 gab sich der dazugehörige Free-TV-Sender RTL Nitro als Ausstrahlungssender bekannt. Schließlich wurde der 25. April 2014 als Startdatum angekündigt.
In Österreich wurde die Serie als deutschsprachige Erstausstrahlung vom 7. März bis 12. Juni 2013 bei Puls 4 gesendet.

### International
In Kanada wird die Serie seit dem 2. Oktober 2010 auf CTV ausgestrahlt.

## Episodenliste
Am 29. September 2010 startete die Erstausstrahlung der Serie auf dem amerikanischen Sender NBC. Nachdem die Produktion der Serie wegen einer Kreativpause unterbrochen wurde, kam sie erst am 11. April 2011 auf die Bildschirme zurück. Dadurch entstand eine Sende- sowie Produktionsstaffel. Des Weiteren wechselt sich das Team der Staatsanwaltschaft in jeder Folge – das jeweilige Team ist in der Folge angegeben.
| Nr. | Deutscher Titel                   | Originaltitel   | Erstausstrahlung USA | Deutschsprachige Erstausstrahlung (A) | Regie               | Drehbuch              | Nr. (Produktion) |
| --- | --------------------------------- | --------------- | -------------------- | ------------------------------------- | ------------------- | --------------------- | ---------------- |
| 1 | Hollywood                         | Hollywood       | 29. Sep. 2010        | 7. März 2013                          | Allen Coulter       | Dick Wolf             | 1                |
| Eine Serie von Diebstählen bringen die beiden Detectivs Winters und Jaruszalski direkt nach Hollywood. Team: Morales / Price |                                   |                 |                      |                                       |                     |                       |                  |
| 2 | Echo Park                         | Echo Park       | 6. Okt. 2010         | 7. März 2013                          | Alex Chapple        | Peter Blauner         | 2                |
| — Team: Dekker / Stanton |                                   |                 |                      |                                       |                     |                       |                  |
| 3 | Böse Boys                         | Harbor City     | 13. Okt. 2010        | 14. März 2013                         | Nick Gomez          | Judith McCreary       | 4                |
| — Team: Morales / Price |                                   |                 |                      |                                       |                     |                       |                  |
| 4 | Gotteskrieger                     | Sylmar          | 20. Okt. 2010        | 14. März 2013                         | Constantine Makris  | Richard Sweren        | 5                |
| Zwei Kinder sterben bei einer Explosion in einem Auto. Die Ermittlungen führen zu Terroristen. Team: Dekker / Stanton |                                   |                 |                      |                                       |                     |                       |                  |
| 5 | Ungeboren                         | Pasadena        | 3. Nov. 2010         | 21. März 2013                         | Roger Young         | Debra J. Fisher       | 6                |
| Eine Frau wird von einem Auto in einer Gasse angefahren und wird dabei schwer verletzt. Außerdem hat die Frau ihr ungeborenes Kind verloren. Die Ermittlungen stoßen darauf, dass die Tat einen politischen Hintergrund hat. Team: Morales / Price                                                           |                                   |                 |                      |                                       |                     |                       |                  |
| 6 | Der Tote aus dem Meer             | Hondo Field     | 10. Nov. 2010        | 21. März 2013                         | Ed Bianchi          | Michael S. Chernuchin | 7                |
| — Team: Dekker / Stanton |                                   |                 |                      |                                       |                     |                       |                  |
| 7 | Nach Jahr und Tag                 | Ballona Creek   | 17. Nov. 2010        | 28. März 2013                         | Vincent Misiano     | Richard Sweren        | 8                |
| — Team: Dekker / Stanton |                                   |                 |                      |                                       |                     |                       |                  |
| 8 | Hass aus Liebe                    | Playa Vista     | 1. Dez. 2010         | 28. März 2013                         | Jean de Segonzac    | Julie Martin          | 3                |
| — Team: Dekker / Stanton |                                   |                 |                      |                                       |                     |                       |                  |
| 9 | Willkommen, sagt der Tod          | Zuma Canyon     | 11. Apr. 2011        | —                                     | Tom DiCillo         | Richard Sweren        | 14               |
| Detective Winters wird während einer Ermittlung in einer mexikanischen Gang in seiner Wohnung erschossen. Die Verurteilung des Mörders gelingt auf Grund des Mordes an den Zeugen nicht. Daraufhin kündigt Staatsanwalt Morales bei der Staatsanwaltschaft und geht zurück zu Polizei. Team: Morales / Price |                                   |                 |                      |                                       |                     |                       |                  |
| 10 | Treu ist die Veränderung          | Silver Lake     | 11. Apr. 2011        | —                                     | Christopher Misiano | Peter Blauner         | 15               |
| — Team: Dekker / Rubirosa |                                   |                 |                      |                                       |                     |                       |                  |
| 11 | Provokation der Prinzipien        | East Pasadena   | 18. Apr. 2011        | —                                     | Christopher Misiano | Richard Sweren        | 19               |
| — Team: Dekker / Rubirosa |                                   |                 |                      |                                       |                     |                       |                  |
| 12 | Jenseits der Liebe                | Benedict Canyon | 25. Apr. 2011        | —                                     | Alex Chapple        | Michael S. Chernuchin | 18               |
| — Team: Dekker / Rubirosa |                                   |                 |                      |                                       |                     |                       |                  |
| 13 | Feuersturm                        | Reseda          | 2. Mai 2011          | —                                     | Alex Chapple        | David Matthews        | 16               |
| — Team: Dekker / Rubirosa |                                   |                 |                      |                                       |                     |                       |                  |
| 14 | Starke Frauen                     | Runyon Canyon   | 9. Mai 2011          | —                                     | Roger Young         | Michael S. Chernuchin | 21               |
| — Team: Dekker / Rubirosa |                                   |                 |                      |                                       |                     |                       |                  |
| 15 | Auf der Suche                     | Hayden Tract    | 16. Mai 2011         | —                                     | René Balcer         | René Balcer           | 22               |
| — Team: Dekker / Rubirosa |                                   |                 |                      |                                       |                     |                       |                  |
| 16 | Brandursachen                     | Big Rock Mesa   | 23. Mai 2011         | —                                     | Helen Shaver        | Julie Martin          | 16               |
| — Team: Dekker / Rubirosa |                                   |                 |                      |                                       |                     |                       |                  |
| 17 | Das leise Sterben der Loyalität   | Angel's Knoll   | 25. Mai 2011         | —                                     | Vincent Misiano     | Peter Blauner         | 20               |
| — Team: Dekker / Rubirosa |                                   |                 |                      |                                       |                     |                       |                  |
| 18 | Geplante Gewalt                   | Plummer Park    | 30. Mai 2011         | —                                     | Milan Cheylov       | René Balcer           | 11               |
| — Team: Dekker / Stanton |                                   |                 |                      |                                       |                     |                       |                  |
| 19 | Die Bestechlichen                 | Carthay Circle  | 6. Juni 2011         | —                                     | Rod Holcomb         | Debra J. Fisher       | 10               |
| — Team: Morales / Price |                                   |                 |                      |                                       |                     |                       |                  |
| 20 | Die Wahrheit kennt kein Vorurteil | El Sereno       | 20. Juni 2011        | —                                     | Jean de Segonzac    | René Balcer           | 12               |
| — Team: Dekker / Stanton / Morales |                                   |                 |                      |                                       |                     |                       |                  |
| 21 | Zur Feier des Todes               | Van Nuys        | 27. Juni 2011        | —                                     | Vincent Misiano     | Julie Martin          | 13               |
| — Team: Morales / Price / Dekker |                                   |                 |                      |                                       |                     |                       |                  |
| 22 | Bruder und Schwester              | Westwood        | 11. Juli 2011        | —                                     | Christine Moore     | Julie Martin          | 9                |
| — Team: Morales / Price |                                   |                 |                      |                                       |                     |                       |                  |